# Konstantin Schad
Konstantin Schad (Rosenheim, 25 de julio de 1987) es un deportista alemán que compitió en snowboard, especialista en la prueba de campo a través. Consiguió dos medallas de bronce en los X Games de Invierno.

## Medallero internacional
| \| X Games de Invierno \| X Games de Invierno \| X Games de Invierno \| X Games de Invierno \| \| Año \| Lugar \| Medalla \| Prueba \| \| ------------------- \| ---------------------- \| ------------------- \| ------------------- \| \| 2014 \| Aspen (Estados Unidos) \| Medalla de bronce \| Campo a través \| \| 2016 \| Aspen (Estados Unidos) \| Medalla de bronce \| Campo a través \| |                        |                   |                |
| X Games de Invierno |                        |                   |                |
| Año | Lugar                  | Medalla           | Prueba         |
| 2014 | Aspen (Estados Unidos) | Medalla de bronce | Campo a través |
| 2016 | Aspen (Estados Unidos) | Medalla de bronce | Campo a través |